# Val Bormida
Koordinaten: 44° 24′ 0″ N, 8° 16′ 0″ O
Das Val Bormida ist ein Tal in den norditalienischen Regionen Ligurien und Piemont. Es befindet sich im Ligurischen Apennin und erstreckt sich von Savona bis ins Südpiemont, wo der Fluss Bormida in den Tanaro mündet.
Tatsächlich besteht der Fluss Bormida aus zwei Geschwisterflüssen, der Bormida di Millesimo und der Bormida di Spigno, die auf der Höhe der Gemeinde Bistagno, in der Provinz Alessandria, zusammenfließen um anschließend in den Tanaro zu münden. Der Tanaro wiederum ist ein Nebenfluss des Po.
Wichtigstes Ballungszentrum im Val Bormida ist Cairo Montenotte, das zugleich auch die flächengrößte Gemeinde der Provinz Savona ist. Weitere wichtige Städte im Tal sind Carcare, Altare, Cengio, Bardineto, Calizzano, Murialdo, Plodio, Cosseria und Millesimo.
Nach dem Zweiten Weltkrieg entstanden zahlreiche Industriestätten im Tal, die in den letzten Jahren durch Kleinindustrie und Handwerk verdrängt wurden.